# 世界メディアサミット
世界メディアサミット（せかいメディアサミット、英語: World Media Summit）とは、新華社通信などが主催し、世界中のメディアが会する会合の1つである。

## 概要

### 第1回世界メディアサミット
第1回は北京で2009年の10月8日から10月10日に開催された。第1回世界メディアサミットでは、「Cooperation, Action, Win-Win and Development」をテーマとして開催され、中国通信社によると、閉会式では「世界メディア共同宣言」が発表された。

### 第2回世界メディアサミット
第2回は、2012年7月5日にモスクワで開催された。テーマは「Global media: meeting challenges of the 21st century」であった。伝統的なメディアの改革や、放送倫理などについて話し合われた。

### 第3回世界メディアサミット
第3回は、2016年5月20日から翌日5月21日にかけて、カタールのドーハにおいて開催され、「The future of news & news organisations」がテーマであった。報道に対する技術の影響や、ジャーナリストの保護について話し合われた。
アルジャジーラは、世界メディアサミットにおけるスピーチでの、各通信社代表の発言を報じた上で、第3回の要約を述べている。

## 開催地
- 第1回 北京市（中華人民共和国）2009年10月8日 - 10月10日
- 第2回 モスクワ （ロシア） 2012年7月5日
- 第3回 ドーハ （カタール） 2016年5月20日 - 5月21日